# Manuel Humbert
Manuel Humbert i Esteve (Barcelona, 1890 - ídem, 1975) fue un pintor y dibujante español.
Se formó en la Escuela de la Llotja y con Francesc d'Assís Galí. Se dio a conocer como dibujante en el semanario satírico Papitu, con el seudónimo Isaac, y colaboró con la revista Picarol. 
En 1915 hizo su primera exposición en las Galeries Laietanes. Entre 1909 y 1939 vivió entre Barcelona y París, donde hizo amistad con Picasso, Modigliani, Chaïm Soutine y Moïse Kisling.
Miembro fundador de la agrupación Les Arts i els Artistes, en 1929 colaboró en la decoración del Palacio Nacional de Montjuïc (actual MNAC).